# Zhang Hao (chanteur)
Dans ce nom chinois, le nom de famille, Zhang, précède le nom personnel.
Zhang Hao (chinois : 章昊 ; coréen : 장하오), né le 25 juillet 2000 à Nanping, est un chanteur et danseur chinois basé en Corée du Sud. Il est membre du groupe Zerobaseone, après avoir terminé premier de l'émission Boys Planet en 2023. Il est également le premier candidat de nationalité étrangère à remporter la première place d'une émission de survie de K-pop sud-coréenne,.

## Biographie

### Jeunesse et formation
Zhang Hao est né le 25 juillet 2000 à Nanping dans la province du Fujian. À l'âge de 16 ans, il se présente pour la première fois au gaokao, l'examen national d'entrée aux études de l'enseignement supérieur en Chine. Il est alors admis dans la prestigieuse Université des géosciences de Chine. Cependant, en 2018, après avoir appris à jouer du violon pendant un an, il décide de repasser le gaokao dans la section dédiée aux étudiants en arts. Parmi plusieurs dizaines de milliers de candidats, Zhang Hao se classe à la première place dans la province du Fujian et intègre le département de musique de l'Université normale du Fujian,. Pendant ses études supérieures, il choisit de se spécialiser en éducation musicale et obtient un certificat d'enseignement de musique pour les élèves du second degré. Il y apprend également à jouer du piano, de l'alto et du violoncelle,,.
Zhang Hao développe un intérêt pour la K-pop en découvrant le groupe Got7 alors qu'il est élève au lycée. Dans l'optique de devenir idole, il rejoint l'agence Yuehua Entertainment et part s'installer en Corée du Sud. Il s'entraîne pendant un an et trois mois avant de rejoindre Boys Planet,.

### 2022 - Présent:Boys Planetet Zerobaseone
Le 29 décembre 2022, Zhang Hao est révélé comme faisant partie des 98 candidats au concours de téléréalité sud-coréen Boys Planet de Mnet, qui sera diffusé du 2 février au 20 avril 2023 avec pour projet la création d'un groupe de K-pop multinational. Le même jour est diffusée une performance de l'ensemble des participants du thème d'ouverture de l'émission intitulé Here I Am (난 빛나). Lors de cette performance, Zhang Hao occupe la position convoitée de « center » du « G-Group » (groupe regroupant les 49 candidats étrangers),. Pendant le premier épisode de Boys Planet diffusé le 2 février 2023, Zhang Hao apparaît parmi les huit participants représentant Yuehua Entertainment. À l'occasion de la première évaluation intitulée « star level test », il démontre ses talents pour le chant et la danse en reprenant le titre Kick It (영웅) du groupe NCT 127 aux côtés de Brian, Ollie et Ricky,. De plus, il se distingue immédiatement par sa maîtrise du violon en interprétant un extrait de la sonate pour violon n°5 de Beethoven,.
Durant son parcours dans Boys Planet, Zhang Hao remporte chacune des missions proposées et se maintient continuellement dans le haut du classement du vote du public,. Lors de la finale diffusée le 20 avril 2023, il termine finalement premier devant Sung Han-bin et intègre le groupe Zerobaseone,,. C'est la première fois qu'un candidat de nationalité étrangère obtient la première place d'une émission de survie de K-pop sud-coréenne.
Le 10 juillet 2023, Zhang Hao fait officiellement ses débuts comme idole au sein du groupe Zerobaseone avec la sortie du premier mini-album Youth in the Shade et du premier single In Bloom,. Conformément à sa victoire dans Boys Planet, Zhang Hao se voit décerner la place de « center » du groupe et un titre en solo sur le premier EP de Zerobaseone. Cette chanson intitulée Always est incluse dans Youth in the Shade et créditée au nom du groupe,.
Le 28 novembre 2023, il reprend au violon le thème musical emblématique de Boys Planet, Here I Am (난 빛나), pour la prestation d'ouverture de la cérémonie des MAMA Awards qui se tient au Tokyo Dome,.
Le 19 janvier 2024, Zhang Hao publie sa première bande originale, I Wanna Know, pour la troisième saison de l'émission de téléréalité de rencontre sud-coréenne EXchange,. Ce titre débute notamment en tête du Circle Download Chart et à la neuvième place du classement Billboard World Digital Song Sales,.
Le 21 juin 2024, il fait sa première apparition à la télévision chinoise en même temps que Ricky, membre de Zerobaseone, dans un épisode de la douzième saison de l'émission de variétés Keep Running,.
Le 8 février 2025, il est annoncé qu'il rejoint le casting de l'émission de variétés sud-coréenne Knowing International High School, diffusée à partir du 11 février sur jTBC.
Le 29 mai 2025, MBC annonce que Zhang Hao fera ses débuts en tant qu'acteur dans leur prochain k-drama intitulé Let's Go to the Moon.
Le 5 juin 2025, il est révélé que les vainqueurs de l'émission Boys Planet, Zhang Hao et Sung Han-bin, serviront de mentors particuliers pour les candidats de la deuxième saison du programme nommée Boys II Planet.

## Discographie

### Bandes originales
| Année                                                          | Titre        | Classement | Album        |
| Année                                                          | Titre        | COR        | Album        |
| -------------------------------------------------------------- | ------------ | ---------- | ------------ |
| 2024                                                           | I Wanna Know | 80         | EXchange OST |
| "—" indique que le titre ne s'est pas classé dans cette région |              |            |              |

## Filmographie

### Séries télévisées
| Année | Titre                | Chaîne | Rôle    | Notes        | Réf.   |
| ----- | -------------------- | ------ | ------- | ------------ | ------ |
| 2025  | Let's Go to the Moon | MBC    | Wei Lin | Premier rôle | [ 33 ] |

### Émissions de télévision
| Année | Titre                             | Chaîne | Rôle                | Notes                                                       | Réf.   |
| ----- | --------------------------------- | ------ | ------------------- | ----------------------------------------------------------- | ------ |
| 2023  | Boys Planet                       | Mnet   | Candidat            | Termine à la première place, devenant membre de Zerobaseone | ,      |
| 2025  | Knowing International High School | jTBC   | Membre du Casting   | À partir de l'épisode 3                                     | [ 32 ] |
| 2025  | I'm Sunny Thank You               | MBC    | Panéliste           | —                                                           | [ 36 ] |
| 2025  | Boys II Planet                    | Mnet   | Special Idol Master | Deuxième saison de Boys Planet                              | [ 34 ] |

## Distinctions
| Cérémonie de remise de prix | Année | Catégorie                     | Travail nommé | Résultat | Réf.   |
| --------------------------- | ----- | ----------------------------- | ------------- | -------- | ------ |
| Blue Dragon Series Awards   | 2024  | OST Popularity Award          | I Wanna Know  | Lauréat  | [ 37 ] |
| Circle Chart Music Awards   | 2023  | Viaje Global Popularity Award | Zhang Hao     | Lauréat  | [ 38 ] |
| D Awards                    | 2025  | UPICK Global Choice - Boy     | Zhang Hao     | Lauréat  | [ 39 ] |
| K-World Dream Awards        | 2024  | Global UPICK Choice Award     | Zhang Hao     | Lauréat  | [ 40 ] |